# 1093 Фреда
1093 Фреда (1093 Freda) — астероїд головного поясу, відкритий 15 червня 1925 року.
Тіссеранів параметр щодо Юпітера — 3,014.